# Siegmar Menz
Siegmar Menz (* 16. Mai 1950 in Steinbach-Hallenberg) ist ein deutscher Fußballtrainer und -manager.

## Laufbahn
Siegmar Menz war als Fußballer aktiv bei der BSG Motor Steinbach-Hallenberg sowie für die DHfK in Leipzig.
1973 wurde Menz zunächst Jugendtrainer beim FC Rot-Weiß Erfurt, wo er 1974 mit seiner Mannschaft den FDJ-Pokal der Jugend und 1980 die DDR-Meisterschaft mit dem Oberliganachwuchs gewinnen konnte. Kapitän der Mannschaft war zum Ende seiner Karriere das Erfurter Urgestein Hans-Günter Schröder. 1981 wurde Menz zunächst Co-Trainer der Oberligamannschaft des Vereins, bevor er am 10. April 1982 das Amt des Cheftrainers übernahm. In der Saison 1982/83 scheiterte er mit den Erfurtern nur aufgrund des schlechteren Torverhältnisses gegenüber dem 1. FC Lokomotive Leipzig an der Qualifikation für den UEFA-Pokal. Nach dem 7. Tabellenplatz in der folgenden Saison wurde Menz zur Saison 1984/85 von Hans Meyer abgelöst.
1988/89 war Menz Trainer beim Liga-Vertreter Robotron Sömmerda.
Menz war in der Folgezeit noch als Manager beim Verein tätig, wechselte aber später zum Chemnitzer FC. Von 2000 bis 2008 war Siegmar Menz als Manager bei Dynamo Dresden tätig, außerdem betreibt er ein Sportgeschäft in Erfurt.